# ダンジョンキッド
ダンジョンキッドは、株式会社クエストが1990年8月31日にファミコン向けに発売したゲームソフトで、3DダンジョンRPG作成ゲーム。ゲームハード用ソフトとしては、RPGツクールなどといったRPG作成ソフトの先駆けであった。

## 概要
拠点の町から一つのダンジョンを攻略するウィザードリィタイプのダンジョンRPGを、エディットモードで設定・変更したり、プレイすることが出来る。
予め１つ用意されているサンプルゲームをロードしてプレイすることも可能。周辺機器のターボファイルに対応しており作成したダンジョンをそこへ保存することで複数のデータを保持できたり、ロードすることで他の人と遊ぶことができた。
音楽担当は岩田匡治で、同じく岩田が担当した『レリクス 暗黒要塞』からの流用楽曲が存在する。

## ゲーム内容
キャラクター
プレイヤーは3人パーティ。パーティキャラには「せんし」「ゆうしゃ」「ようせい」「まほうつかい」など、12種類の「せいかく」が用意されており、それぞれによってパラメーターや成長具合が異なる。プレイ開始時に自由に選ぶことが出来る。
戦闘
オーソドックスなコマンド方式で、画面の上部に敵、下部に味方が表示される。攻撃を指示したパーティキャラは敵キャラまで移動して体当たりで攻撃。攻撃魔法では弾を敵キャラに飛ばすちょっとしたアニメーションがある。
1戦闘での敵キャラの最大出現数は通常3体、中型敵で2体、大型敵で1体となっている。
エディットモード
作った内容はバックアップメモリに自動で保存される。ターボファイルに保存することもできる。
エディットできる内容は以下の通り。
- ジャンルの選択

まずゲームで使用されるグラフィックとBGMが、「ファンタジー」風と「SF」風に分けられているため、どちらを使用するか選択する。
- MAPを作る

方眼紙状のマップに壁や扉を書いていくことにより、3Dダンジョンのマップを作成する。ウィザードリィなどと違い、扉や壁などでも1ブロック使うダンジョンマスタータイプ。また設置数の上限が少ないものの、宝箱や階段、固定の敵やメッセージなどを置くこともできる。全部で8フロア作成できる。
- アイテムの設定、魔法の設定

アイテム／魔法の名前、装備／使用した場合の効果の大きさなどを決定する。
- 味方の設定、敵の設定

戦闘画面で表示されるキャラクターのグラフィックを設定する。グラフィックを描くことはできないため、予め用意されている中から選ぶ（用意されているデータは一部の敵キャラを除き、敵味方ともに16×16ドット）。敵キャラについては、さらに名前やパラメータ・使用する魔法などを設定する。
- 町の設定、その他の設定

町の商店で表示されるメッセージや販売商品、オープニング・エンディングなどで流れるメッセージを設定する。
サンプルゲーム
- 古城の魔法使い

病の床に伏した王の命により二人の王子が魔物討伐に旅立った。
未知の知恵をつかさどる「エ・スエフ」の称号を持つ兄王子と別れた、夢を創り出す「ファン・タジー」の称号を持つ弟王子は、辺境の村ピクセルを苦しめる魔法使いを倒すため、村はずれにある魔法使いの城に挑む。

## 評価
ゲーム誌『ファミコン通信』のクロスレビューでは合計25点（満40点）、『ファミリーコンピュータMagazine』の読者投票による「ゲーム通信簿」での評価は以下の通りとなっており、19.12点（満30点）となっている。
| 項目 | キャラクタ | 音楽 | 操作性 | 熱中度 | お買得度 | オリジナリティ | 総合  |
| 得点 | 2.99       | 2.84 | 2.95   | 3.21   | 3.12     | 4.02           | 19.12 |